# 崔子約
崔子約（519年—560年代），北齐大臣，出自清河崔氏清河大房，他是崔休的第九子，兄长崔㥄、崔仲文、崔叔仁、崔子侃。
崔子約五岁丧父，不肯食肉。后母亲去世，居丧哀痛骨瘦嶙峋。人说：“崔九作孝，风吹即倒。”除去丧服之月，兄子崔度死，他又百日不入房。身高八尺余，姿貌神俊，去见南梁使者刘孝仪，跟随前来的宾客为之倾倒。武定年间，为平原公开府祭酒。与兄子崔赡一起到晋阳，寄居佛寺。崔赡比崔子约大二岁，每每退朝久立，崔子约凭几相对之，仪态芳华，俨然相映。和尚们看着，以为两个天人。乾明年间，为考功郎。病重将死，对崔赡说：“自诸兄去世后，家门衰落，居家大只有你我二人。命之长短，何足悲痛。你能免于悲伤，我也不怕了。”